# Gabriel Biel

Wendelin Stambach, Supplementum commentarii, 1574

Gabriel Biel (Espira, Palatinat, 1425 — Einsiedel, Tübingen, 1495) va ser un filòsof medieval de l'escolàstica alemanya i un teòleg, fundador de la facultat de teologia de la Universitat de Tübingen.
Primer professors de teologia de la Universitat de Tubinga, destaca pels seus comentaris a Pere Abelard, els escrits en la línia del nominalisme moderat i sobre litúrgia. Va defensar la primacia del papat, del qual derivava el poder de tota la resta de sacerdots i es va oposar a les conversions forçoses dels jueus. Entre els seus escrits es troba una primerenca descripció de les lleis del mercat, especialment els principis que fixen el preu d'un bé o servei.